# Joan
Joan és un prenom masculí català. Joan prové del prenom bíblic Johannes.

## Difusió

Orígens de moltes formes del prenom Joan.

És un nom amb molta tradició en català que també trobem en altres idiomes. El prenom Ivan prové de la versió russa d'aquest prenom.
Variant: Jan
Versió femenina: Joana, Jana

### Traduccions i variants
| Variants en altres llengües | Variants en altres llengües                       |
| --------------------------- | ------------------------------------------------- |
| Castellà                    | Juan, Iván                                        |
| Català                      | Joan, Jan, Ivan, Ivà                              |
| Asturià                     | Xuan                                              |
| Basc                        | Jon, Yon, Ió, Manex, Ganix, Joanes, Ibane, Anaven |
| Aragonès                    | Chuan                                             |
| Extremeny                   | Huan                                              |
| Albanès                     | Gjon, Gjin                                        |
| Alemany                     | Hans, Johannes, Johann, Jan                       |
| Amhàric                     | ዮሐንስ (Joḥännǝs)                                   |
| Àrab                        | يحيى (Jaḥiā), يوحنا (Yuḥanna)                     |
| Armeni                      | Հովհանես (Hovhanes)                               |
| Bosnià                      | Ivan                                              |
| Bretó                       | Yann                                              |
| Búlgar                      | Йоан (Joan), Иван (Ivan)                          |
| Txec                        | Jan                                               |
| Xinès                       | 約翰 (Yuēhàn)                                     |
| Cors                        | Ghjuvanni                                         |
| Croat                       | Ivan, Ivo, Ive                                    |
| Danès                       | Johan, Johannes                                   |
| Escocès                     | Ian                                               |
| Eslovac                     | Ján, Ivan                                         |
| Eslovè                      | Janez                                             |
| Esperanto                   | Johano                                            |
| Estonià                     | Jaan, Juhan                                       |
| Feroès                      | Jógvan                                            |
| Finès                       | Janne, Johannes, Juha, Juhani                     |
| Francès                     | Jean, Jehan                                       |
| Gal·lès                     | Ioan, Siôn                                        |
| Gallec                      | Xoán, Xan                                         |
| Georgià                     | იოანე (Ioane)                                     |
| Guaraní                     | Huã                                               |
| Grec                        | Ιωάννης (Ioannis)                                 |
| Hebreu                      | יוחנן (Yôḥānnān)                                  |
| Holandès                    | Jan, Johan, Johannes                              |
| Hongarès                    | János                                             |
| Anglès                      | John, Ewan, Johnny, Jack                          |
| Irlandès                    | Seán, Iohán                                       |
| Islandès                    | Jóhann, Jóhannes                                  |
| Italià                      | Giovanni, Gianni, Gian                            |
| Japonès                     | fuan, フアン                                      |
| Llatí                       | Ioannes                                           |
| Letó                        | Jānis                                             |
| Lituà                       | Jonas                                             |
| Llombard                    | Giuàn                                             |
| Macedoni                    | Јован (Jovan)                                     |
| Malaiàlam                   | Yoohanon                                          |
| Maltès                      | Ġwanni                                            |
| Noruec                      | Jon, Johan, Johannes                              |
| Piemontès                   | Gioann                                            |
| Polonès                     | Jan                                               |
| Portuguès                   | João                                              |
| Quechua                     | Juwan                                             |
| Romanès                     | Ió, Ioan, Ionuţ, Ionel, Ionică                    |
| Rus                         | Иван (Ivan), Ян (Jan), Иоанн (Ioann)              |
| Samogitià                   | Juons                                             |
| Sard                        | Giuanni                                           |
| Serbi                       | Јован (Jovan)                                     |
| Sicilià                     | Giuvanni                                          |
| Suec                        | Jon, Johan, Johannes                              |
| Turc                        | Yahya, Jan, Gökhan                                |
| Ucraïnès                    | Іван (Ivan)                                       |

## Onomàstica
- 24 de juny: Sant Joan
- També hi ha altres sants i beats, però, que portaren aquest prenom:[4]
- Joan Nepomucè Neuman, bisbe 5 de gener.
- Joan de Ribera, bisbe 6 de gener.
- Joan Bono, bisbe 10 de gener.
- Joan, bisbe 12 de gener.
- Joan Calibita 15 de gener.
- Joan, monjo 17 de gener.
- Joan de Ribera, bisbe 19 de gener.
- Joan Almoiner, bisbe 23 de gener.
- Joan, prevere 28 de gener.
- Joan Bosco, prevere 31 de gener.
- Joan, màrtir 31 de gener.
- Joan de Brito, prevere i màrtir 4 de febrer.
- Joan de Goto, màrtir 5 de febrer.
- Joan Baptista de la Concepció, religiós 14 de febrer.
- Joan, monjo 24 de febrer.
- Joan Josep de la Creu, prevere 5 de març.
- Joan de Déu, fundador 8 de març.
- Joan Ogilvie, sacerdot i màrtir 10 de març.
- Joan de Brébeuf, prevere 16 de març.
- Joan, abat 19 de març.
- Joan, ermità 27 de març.
- Joan Climac, abat 30 de març.
- Joan Paine, sacerdot i màrtir 2 d'abril.
- Joan Baptista de La Salle, prevere 7 d'abril.
- Joan d'Organyà, abat 8 d'abril.
- Joan, abat 27 d'abril.
- Joan Hougthon, sacerdot i màrtir 4 de maig.
- Joan, bisbe 7 de maig.
- Joan d'Ávila, prevere 10 de maig.
- Joan Silencier, bisbe 13 de maig.
- Joan Nepomucè, prevere i màrtir 16 de maig.
- Joan I, papa i màrtir 18 de maig i 27 de maig.
- Joan Baptista de Rossi, prevere 23 de maig.
- Joan de Prado, prevere i màrtir 24 de maig.
- Joan, bisbe 6 de juny.
- Joan de Sahagun, religiós 12 de juny.
- Joan Fisher, màrtir 13 de juny.
- Joan-Francesc de Regis, prevere 16 de juny.
- Joan Rigby, màrtir 21 de juny
- Joan Fisher, bisbe i cardenal i màrtir 22 de juny.
- Joan, bisbe 22 de juny.
- Joan, prevere i màrtir 23 de juny.
- Joan Baptista, Precursor del Senyor (Martiri) 29 d'agost.
- Joan Teresti, monjo 24 de juny.
- Joan, màrtir 26 de juny.
- Joan, prevere 27 de juny.
- Joan Sauthworth, sacerdot i màrtir 28 de juny.
- Joan, bisbe i màrtir 11 de juliol.
- Joan Gualbert, abat 12 de juliol.
- Joan Jones, sacerdot i màrtir 12 de juliol.
- Joan, monjo 21 de juliol.
- Joan Lloyd, sacerdot i màrtir 23 de juliol.
- Joan Boste, sacerdot i màrtir 24 de juliol.
- Joan, confessor 27 de juliol.
- Joan Columbí, religiós 31 de juliol.
- Joan Maria Vianney, prevere 4 d'agost.
- Joan Berchmans, religiós 13 d'agost.
- Joan, prevere i màrtir 18 d'agost.
- Joan Eudes, prevere 19 d'agost.
- Joan Kemble, sacerdot i màrtir 22 d'agost.
- Joan Wall, sacerdot i màrtir 22 d'agost.
- Joan, bisbe 27 d'agost.
- Joan, màrtir 27 d'agost.
- Joan, màrtir 7 de setembre.
- Joan Crisòstom, bisbe i doctor de l'Església 13 de setembre i 7 de gener.
- Joan, màrtir 16 de setembre.
- Joan, màrtir 23 de setembre.
- Joan, anomenat Marc, bisbe 27 de setembre.
- Joan, màrtir 27 de setembre.
- Joan Macias, religiós 3 d'octubre.
- Joan de la Penna (beat), religiós 5 d'octubre.
- Joan Leonardi, prevere 9 d'octubre.
- Joan de La Lande, religiós i màrtir 18 d'octubre.
- Joan de Capistrano, prevere 23 d'octubre.
- Joan, prevere 23 d'octubre.
- Joan, bisbe 29 d'octubre.
- Joan, bisbe i màrtir 1 de novembre.
- Joan, ermità i màrtir 12 de novembre.
- Joan, màrtir 1 de desembre.
- Joan, màrtir 3 de desembre.
- Joan Damascè, prevere i doctor de l'Església 4 de desembre.
- Joan Almond, sacerdot i màrtir 5 de desembre.
- Joan Taumaturg, bisbe 5 de desembre.
- Joan Roberts, sacerdot i màrtir 10 de desembre.
- Joan de la Creu, prevere i doctor de l'Església 14 de desembre.
- Joan de Mata, prevere 17 de desembre i 8 de febrer.
- Joan, màrtir 21 de desembre.
- Joan de Kety, prevere 23 de desembre.
- Joan Apòstol i Evangelista 27 de desembre
- Joan Stone, sacerdot i màrtir 27 de desembre.
- Joanic, abat 4 de novembre.

## Sobirans de nom Joan

### Reis de la Corona d'Aragó
- Joan I el Caçador
- Joan el Gran o Joan II

### Ducs de Gandia
- Joan II Borja, duc de Gandia

### Comtes d'Empúries
- Joan I d'Empúries
- Joan II d'Empúries

### Comtes de Ribargorça
- Joan Alfons I de Ribagorça
- Joan II de Ribagorça

### Comtes de Cardona
- Joan Ramon Folc I de Cardona
- Joan Ramon Folc II de Cardona
- Joan Ramon Folc III de Cardona
- Joan Ramon Folc IV de Cardona

### Comtes de Foix i Bigorre, vescomtes de Bearn i Castellbò
- Joan I de Foix

### Pretendents carlins
- Joan III de Borbó i de Bragança

### Emperadors romans d'Orient
- Joan I Tsimiscés
- Joan II Comnè
- Joan III Ducas Vatatzes
- Joan IV Ducas Làscaris
- Joan V Paleòleg
- Joan VI Cantacuzè
- Joan VII Paleòleg
- Joan VIII Paleòleg

### Emperador llatí i rei de Jerusalem
- Joan de Brienne

### Emperador d'Abissínia
- Preste Joan, figura mítica representant a l'emperador cristià
- Joan (Kassai) emperador 1872-1889

### Emperador d'Àfrica Central
- Joan Bedel Bokassa I

### Emperador d'Haití
- Jean-Jacobe Dessalines, emperador com a Jacob I, 1804-1806

### Emperadors de Trebisonda
- Joan I Axuc Comnè 1235-1238
- Joan II Comnè 1280-1284 i 1285-1297
- Joan III Comnè 1342-1344
- Joan IV Comnè 1429-1458 (fill)

### Tsars de Sèrbia i Grècia
- Joan Urosh Ducas, 1371-1373

### Reis d'Anglaterra
- Joan sense Terra

### Reis de Bohèmia
- Joan de Luxemburg 1311-1346

### Tsars i reis de Bulgària
- Joan o Ivan I Vladislau o Ivan Ladislau
  - Joan o Ivan Asen I
- Joan o Ivan Asen II
- Joan o Ivan Asen III
- Joan o Ivan Esteve
- Joan o Ivan Alexandre
- Joan o Ivan Segimon
- Joan o Ivan Stratsimir

### Reis de Dinamarca, Noruega i Suècia
- Joan I de Dinamarca (1481-1513), rei de Dinamarca, Noruega i Suècia

### Reis de Castella
- Joan I de Castella
- Joan II de Castella

### Reis d'Escòcia
- Joan Balliol

### Reis de França
- Joan I de França el Pòstum
- Joan II de França el Bo

### Reis d'Hongria i Transsilvània
- Joan I d'Hongria János I (1487-1540)
- Joan d'Hongria de Transsilvània
- Joan Segimon Zapolya de Transsilvània

### Reis d'Israel
- Joan Hirca I

### Reis de Navarra
- Joan I de França
- Joan el Gran (II)
- Joan III Albret

### Reis de Polònia
- Joan I de Polònia (Jan I Olbracht, conegut com a Joan Albert)
- Joan II Casimir Vasa (Jan II Kazimierz Waza)
- Joan III Sobieski (Jan III Sobieski)

### Reis de Portugal
- Joan I de Castella, rei consort
- Joan I de Portugal
- Joan II de Portugal
- Joan III de Portugal
- Joan IV de Portugal
- Joan V de Portugal
- Joan VI de Portugal

### Electors i reis de Saxònia
- Joan el Constant
- Joan el Magnànim
- Joan Jordi I de Saxònia
- Joan Jordi II de Saxònia
- Joan Jordi III de Saxònia
- Joan Jordi IV de Saxònia
- Joan I de Saxònia (Joan Nepomucè)

### Reis de Suècia
- Joan I de Suècia el Pietós
- Joan II de Suècia
- Joan III de Suècia

### Reis de Xipre
- Joan I de Xipre, 1284-1285
- Joan II de Xipre, 1398-1432
- Joan III de Xipre, 1432-1458

### Delfins de Viena
- Joan I de Viena
- Joan II de Viena

### Dèspotes de l'Epir
Joan I Àngel-Comnè 1237-1271 (l'intitulen dèspota el 1252)
- Joan II Àngel

### Exarques de Ravenna
- Joan I Lemigi
- Joan II Platí
- Joan III Rizocop

### Jutges d'Arborea
- Joan d'Arborea

### Jutges de Càller
- Joan Torxitori V de Càller

### Jutges de Gallura i de Càller
- Joan I Visconti de Gallura

### Prínceps de Liechtenstein
- Joan I de Liechtenstein (1760-1836), príncep de Liechtenstein

### Prínceps de Nassau
- Joan Maurici de Nassau-Siegen

### Prínceps de Salern
- Joan I de Salern
- Joan II de Salern
- Joan III de Salern

### Grans ducs de Luxemburg
- Joan I de Luxemburg

### Ducs d'Alençon
- Joan IV d'Alençon 1404-1415 (primer duc el 1414)
- Joan V d'Alençon 1415-1476

### Ducs de Berri
- Joan de França duc de Berri

### Ducs de Borbó
- Joan I de Borbó
- Joan II de Borbó

### Ducs de Borgonya
- Joan sense Por

### Ducs de Brabant
- Joan I de Brabant, 1267-1294

### Ducs de Bretanya
- Joan I el Roig
- Joan II de Bretanya
- Joan III de Bretanya
- Joan IV de Bretanya
- Joan V l'Anglòfil o el Valent

### Ducs de Lorena
- Joan I de Lorena 1346-1390
- Joan II de Lorena 1453-1470, lloctinent de Catalunya

### Duc de Naxos
- Joan II Crispo
- Joan III Crispo
- Joan IV Crispo
- Joan Jaume I Crispo

### Arxiducs
- Joan Bautista Josep Fabià Sebastià d'Austria
- Joan Salvador d'Àustria, o Joan Orth

### Marcgravis i electors de Brandenburg
- Joan Ciceró
- Joan Jordi de Brandenburg
- Joan Segimon

### Comtes d'Alvèrnia
- Joan I d'Alvèrnia
- Joan II d'Alvèrnia

### Comtes d'Angulema
- Joan I d'Orleans el bo

### Comtes de Cefalònia i Zante i/o dèspotes de l'Epir
- Joan I Orsini
- Joan II Orsini

### Comtes d'Holanda
- Joan I d'Holanda 1296-1299
- Joan II d'Holanda, comte d'Hainaut i Holanda (1299-1304)

### Comtes de Schwerin
Joan III de Schwerin, arquebisbe de Riga

### Voivodes de Valàquia
- Joan Mirsha

### Cap araucà
- Joan l'araucà, cabdill araucà

### Cacics
- Joan de Chamelco, caic guatemalenc

## Prínceps, infants, nobles
- Joan de Grailly, vescomte de Narbona fill de Gastò IV de Foix
- Joan de Portugal

## Papes
- Papa Joan I
- Papa Joan II
- Papa Joan III
- Papa Joan IV
- Papa Joan V
- Papa Joan VI
- Papa Joan VII
- Papa Joan VIII
- Papa Joan IX
- Papa Joan X
- Papa Joan XI
- Papa Joan XII
- Papa Joan XIII
- Papa Joan XIV
- Joan XV
- Joan XVI
- Joan XVII
- Joan XVIII
- Joan XIX
- Joan XX
- Joan XXI
- Joan XXII
- Joan XXIII de Pisa, antipapa
- Joan XXIII
- Joan Pau I
- Joan Pau II

## Patriarques i Electors

### Patriarques d'Antioquia
- Joan I d'Antioquia 428-442
- Joan II d'Antioquia, 476-477
- Joan III d'Antioquia, 797-810
- Joan IV d'Antioquia, 995-1000
- Joan V d'Antioquia, 1051-1062
- Joan VI d'Antioquia, 1090-1155
- Joan VII d'Antioquia, 1155-1159

### Patriarques d'Alexandria
- Joan de Talaia 475-477 i 482
- Joan Hemula 496-505
- Joan Nikiu 505-516
- Joan IV d'Alexandria 569-579
- Joan V d'Alexandria 610-619
- Joan VI d'Alexandria 1062-1100

### Patriarques de Constantinoble
- Joan Crisòstom (398-404), bisbe
- Joan II de Capadòcia (518-520)
- Joan III Escolàstic (565-577)
- Joan IV Nesteutes (582-595)
- Joan V (669-675)
- Joan VI (711-715)
- Joan el Gramàtic (836-843)
- Joan VIII Xifil·lí (1064-1075)
- Joan IX Agapit (1111-1134)
- Joan X Camateros (1198-1206)
- Joan XI Bekkos (1275-1282)
- Joan XII (1294-1303)
- Joan XIII Glykas (1315-1320)
- Joan XIV Kalekas (1334-1347)

### Patriarques de Jerusalem
- Joan I de Jerusalem 117-?
- Joan II de Jerusalem 386-417
- Joan III de Jerusalem 516-524
- Joan IV de Jerusalem 575-594
- Joan V de Jerusalem 706-735
- Joan VI de Jerusalem 838-842
- Joan VII de Jerusalem 964-966
- Joan VIII de Jerusalem 1106-1156
- Joan IX de Jerusalem 1156-1166

### Electors
- Joan Felip, elector de Magúncia

## Sants, màrtirs i beats

### Sants
- Sant Joan apòstol, el més jove dels Dotze Apòstols de Jesús de Natzaret
- Sant Joan Evangelista, suposat autor de l'Evangeli de Joan
- Sant Joan Baptista, predicador que va liderar un moviment baptismal a Judea
- Sant Joan Baptista de la Salle, religiós francès del segle XVII
- Sant Joan Berchmans, jesuïta flamenc del segle XVI
- Sant Joan Bosco (Castelnuovo Don Bosco, 1815 - Torí, 1888), eclesiàstic i pedagog piemontès, fundador de la Congregació Salesiana i la de les Filles de Maria Auxiliadora
- Sant Joan Calibita, monjo romà a Constantinoble al segle V
- Sant Joan Cassià, monjo i teòleg del segle V
- Sant Joan Cirita, monjo cistercenc portuguès del segle XII
- Sant Joan Clímac, monjo al Mont Sinaí del segle VII
- Sant Joan Crisòstom, eclesiàstic grec
- Sant Joan Damascè, eclesiàstic sirià del segle VIII
- Sant Joan de les Almoines, patriarca d'Alexandria al començament del segle VII
- Sant Joan d'Àvila l'"Apòstol d'Andalusia" (Almodóvar del Campo, 1500 - Montilla, 1569), predicador i escriptor místic, canonitzat per Pau VI el 1970
- Sant Joan d'Eucaita, arquebisbe d'Eucaita i poeta del segle XI
- Sant Joan d'Ivíron, noble georgià i monjo basilià, fundador del Monestir d'Ivíron al segle X
- Sant Joan d'Ortega o Joan Ermità, ermità castellà del segle XII
- Sant Joan de Biclar, monjo portuguès, bisbe de Girona al segle VI
- Sant Joan de Brébeuf, jesuïta francès, màrtir al Canadà al segle XVII
- Sant Joan de Britto, màrtir portuguès del segle XVII
- Sant Joan de Capistrano, religiós italià del segle XV
- Sant Joan de la Creu, religiós castellà del segle XVI
- Sant Joan de Gaza el Profeta, monjo palestí del segle VI
- Sant Joan de Malmesbury, sant llegendari, suposat màrtir a Malmesbury (Anglaterra)
- Sant Joan de Mata, religiós de Provença del segle XII
- Sant Joan de Matera (Matera, ~1070 - Foggia, Pulla, 1139), religiós de la Pulla, fundador de l'orde dels pulsanencs
- Sant Joan de Meda, religiós llombard, reformador dels Humiliats
- Sant Joan de Porto, eremita a Tui
- Sant Joan de Ribera (segles XVI-XVII)
- Sant Joan de Tui, eremita de Porto
- Sant Joan de Vílnius, màrtir a Vílnius
- Sant Joan Diego Cuauhtlatoatzin, vident mexicà del segle XVI
- Sant Joan el Bo de Milà, o Joan Bono, bisbe de Milà al segle VII
- Sant Joan el Profeta, monjo palestí del segle VI
- Sant Joan Eudes, prevere francès, fundador, del segle XVII
- Sant Joan Fisher, teòleg anglès, mort al segle XVI
- Sant Joan Grande, germà de Sant Joan de Déu, del del segle XVI
- Sant Joan Gualbert, abat florentí del segle XI
- Sant Joan Maró, fundador de l'Església Maronita al segle VII
- Sant Joan Mauropous, arquebisbe d'Eucaita i poeta, del segle XI
- Sant Joan Nepomucè, sacerdot de Bohèmia
- Sant Joan Maria Vianney, religiós francès
- Sant Joan Vladímir, knez de Dioclea, venerat a l'Església Ortodoxa
- Papa Joan I
- Papa Joan II
- Sant Joan II de Jerusalem (patriarca), patriarca del , sant de l'Església Copta
- Joan III Ducas Vatatzes, emperador de Nicea, venerat a l'Església Ortodoxa
- Papa Joan V
- Joan IV de Constantinoble, patriarca de Constantinoble al s. VI

### Beats
- Joan Alcober de Granada, religiós de Granada del segle XVII
- Joan Bono de Màntua, eremita italià del segle xiii, fundador dels joanbonites
- Joan Colombini, mercader italià del segle xiv, fundador dels jesuats
- Joan d'Hispània, religiós lleonès del segle XII
- Joan de Fermo, religiós de Fermo del segle xiii, conegut també per Joan de la Verna
- Joan de Fiesole, dominic italià del segle xv, pintor conegut com a Fra Angelico
- Joan de Jardí, religiós del Brabant conegut també com a Joan de Lego
- Joan de Lodi, benedictí del segle X
- Joan de Prado, franciscà lleonès, màrtir al Marroc en 1577
- Joan de Ruisbroek, canonge regular, místic flamenc del segle xiv
- Joan de Vicenza, bisbe de Vicenza al segle xii.
- Joan Felton, màrtir anglès del segle XVI
- Joan Gradenigo, noble venecià del segle X-XI, monjo benedictí i anacoreta.
- Joan Houghton, màrtir anglès dels segles XV i XVI
- Joan Jacob Fernàndes, màrtir gallec del segle XIX
- Joan Macias, religiós extremeny del segle XVII
- Joan Martínez de Santo Domingo, dominic lleonès del segle XVII
- Joan Morosini, noble venecià, monjo benedictí al segle X-XI.
- Joan Payne, màrtir anglès del segle XVI
- Joan Pere Néel, sacerdot francès del segle XIX
- Joan Rochester, màrtir anglès del segle XVI
- Joan Sarkander, màrtir silesià dels segles XVI-XVII
- Joan Story o Joan Storey, màrtir anglès del segle XVI
- Joan Tomaki, màrtir japonès al segle XVII
- Joan Ymamura, màrtir japonès al segle XVII

### Venerables
- Joan Baptista Bertran, venerable de l'Alcora, al País Valencià

### Màrtirs
- Joan Cornelius o Joan Mohun, màrtir irlandès del segle XVI
- Joan Lloyd, màrtir anglès del segle XVII

## Altres personatges
- Pere Joan, escultor tarragoní del segle xv
- Joan Actuari, vegeu Actuarios, metge grec
- Joan (advocat), advocat romà d'Orient
- Joan Alexandrí, metge
- Joan de les Almoines o Joan V d'Alexandria
- Joan Anagnostes, vegeu Joan d'Egipte, màrtir
- Joan Anagnostes, historiador
- Joan Àngel, monjo benedictí
- Joan l'Antic, religiós del segle i
- Joan d'Antioquia, vegeu Joan Escolàstic
- Joan I d'Antioquia, patriarca
- Joan II d'Antioquia, patriarca
- Joan d'Antioquia, vegeu Joan III de Constantinoble, patriarca
- Joan d'Antioquia, vegeu Joan Retòric, historiador
- Joan d'Antioquia, vegeu Joan Malales (Malalas)
- Joan d'Antioquia (escriptor), escriptor
- Joan Arcaf, egipci cismàtic
- Joan d'Armènia, monjo i sant armeni
- Joan d'Arras, poeta francès del segle XV
- Joan Arxicantor, monjo benedictí del segle VII
- Joan Argiropul, filòsof romà d'Orient
- Joan Avendeat
- Joan Barbucal, poeta romà
- Joan de Basyntoke, erudit anglès del segle xiii
- Joan Bec o Joan Vec
- Joan Bessarió, eclesiàstic, bisbe i cardenal
- Joan de Bèze, Benedictí del segle XII
- Joan de Biclara
- Joan Burgense, monjo benedicti del segle xiii
- Joan Calecas, vegeu Joan XIV de Constantinoble, patriarca
- Joan Camater, patriarca Joan X de Constantinoble, patriarca
- Joan Cameniata, religiós grec
- Joan Canà, escriptor romà d'Orient
- Joan de Candel, canceller de l'església de París al segle xiii
- Joan de Capadòcia, ministre de Justinià I
- Joan de Capadòcia, vegeu Joan II de Constantinoble, patriarca
- Joan de Capadòcia, vegeu Joan IV de Constantinoble, patriarca
- Joan de Càpua, traductor del segle xiii
- Joan Carpaci o Joan Carpat (Carpathius o Carphatus), vegeu Joannes Kàrpathos, bisbe grec
- Joan Cassià, vegeu Joannes Massiliensis, teòric dels semipelagians
- Joan Carax, escriptor grec
- Joan Catholicos, escriptor armeni
- Joan Cinnam o Joan Cinnamos, historiador romà d'Orient
- Joan Ciparissiota, escriptor romà d'Orient
- Joan de Citrus o Joan de Kidros, bisbe grec
- Joan Clímac, escriptor romà d'Orient
- Joan Cobides, vegeu Joannes Cobidas
- Joan de Colònia
- Joan Comes Sacrarii, jurista romà d'Orient
- Joan II de Constantinoble, patriarca de Constantinoble
- Joan III de Constantinoble, patriarca de Constantinoble
- Joan IV de Constantinoble, patriarca de Constantinoble
- Joan VI de Constantinoble, patriarca de Constantinoble
- Joan X de Constantinoble, vegeu Joan Camater, patriarca de Constantinoble
- Joan XIV de Constantinoble, patriarca de Constantinoble
- Joan de Constantinoble (escriptor), escriptor romà d'Orient
- Joan de Constantinoble, jurista romà d'Orient
- Joan Crisòstom o Joan I de Constantinoble, religiòs i patriarca
- Joan de Cronstadt, eclesiàstic rus
- Joan Cubidi (Cubidius), vegeu Joannes Cobidas, jurista romà d'Orient
- Joan Cucuzeles, músic romà d'Orient
- Joan Curopalata, vegeu Joan Escilitzes
- Joan Damascè, escriptor eclesiàstic romà d'Orient
- Joan Deixeble d'Epifani, escriptor
- Joan Diaca i Retòric, religiós romà d'Orient
- Joan Diancrinomè, vegeu Joan d'Eges, religiós romà d'Orient
- Joan Doxípater o Doxopator, escriptor romà d'Orient
- Joan Drungari o Drungaries o de Drungària, eclesiàstic romà d'Orient
- Joan de Dumio, monjo portuguès
- Jpan d'Efes, cronista sirià del segle VI
- Joan d'Eges o Joan Egetes, religios romà d'Orient
- Joan Egipci o Joan d'Egipte, màrtir del segle iii
- Joan Egipci o Joan d'Egipte, vegeu Joan Arcaf, egipci cismàtic
- Joan Egipci o Joan d'Egipte, vegeu Joan de la Tebaida, monjo grec
- Joan d'Epifania, historiador romà d'Orient
- Joan Escilitzes Curopalat
- Joan d'Escitòpolis, escriptor romà d'Orient
- Joan Escolàstic, Patriarca
- Joan Escolàstic, vegeu Joan d'Escitòpolis, escriptor romà d'Orient
- Joan d'Eucaita o Eucaites o Eucània, bisbe romà d'Orient
- Joan Eugènic, vegeu Joan Diaca i Retòric, religiós romà d'Orient
- Joan Eugènic, religiós romà d'Orient
- Joan de Falkemberg, dominic alemany
- Joan de Fiésole, conegut per Fra Angèlico
- Joan de Filadèlfia, vegeu Joan Laurenci, escriptor romà d'Orient
- Joan Fill Obedient, vegeu Joan de Capadòcia
- Joan Filopò, heretge alexandrí
- Joan de Florència, músic italià
- Joan Focas, monjo cretenc
- Joan Furnes, monjo romà d'Orient
- Joan Galè, escriptor i funcionari romà d'Orient
- Joan de mont Ganus, vegeu Joan Furnes, monjo romà d'Orient
- Joan de Gaza, escriptor romà d'Orient
- Joan Geòmetra, escriptor romà d'Orient
- Joan de Giscala, cap jueu del segle I
- Joan Glycas, Patriarca
- Joan Gramàtic, vegeu Joan Filopò
- Joan de Guesne, cronista polonès
- Joan d'Hauteseille, escriptor llatí francès del segle XII
- Joan d'Hexhan, prior de monestir del segle XII
- Joan Hipatus (s. Princeps) Philisophorum, vegeu Joan Galè i Joan Ítal
- Joan d'Holywood, monjo anglès del segle XII
- Joan Hus, reformador religiós txec
- Joan Ítal, filòsof i heretge romà d'Orient
- Joan Jacobita, patriarca jacobita d'Egipte
- Joan de Jandun, filòsof flamenc del segle xiv
- Joan Janopul, jurista romà d'Orient
- Joan Jejunator, vegeu Joan II de Constantinoble, patriarca
- Joan Jerosolimità, vegeu Joan I de Jerusalem, patriarca
- Joan II de Jerusalem, patriarca
- Joan III de Jerusalem, patriarca
- Joan VII de Jerusalem, patriarca
- Joan de Jerusalem (escriptor), escriptor
- Joan de Joanes, pintor valencià
- Joan Josep, escriptor grec
- Joan (jurista), jurista romà d'Orient
- Joan Jurista, vegeu Joan Escolàstic, jurista romà d'Orient
- Joan de Kiev, metropolità de Kiev del segle XII
- Joan Laurenci, escriptor romà d'Orient
- Joan Lector, vegeu Joan d'Egipte, màrtir i Joan Anagnostes, historiador
- Joan de Leyden, anabaptista neerlandès
- Joan de Lidda, bisbe romà d'Orient
- Joan de Lídia o Joan Lidi, vegeu Joan Laurenci, escriptor romà d'Orient
- Joan de Lió, heretge del segle XII
- Joan de Llemotges, monjo cistercenc del segle xiii
- Joan Lluís, esgrimista francès
- Joan Macip, vegeu Joan de Joanes
- Joan Malales o Maleles (Malalas)
- Joan de Màntua o Joan de Namur, músic flamenc
- Joan Marc, monjo benefictí
- Joan de Marmoutiers, cronista i monjo francès del segle XII
- Joan Maró o Joan de Maró, patriarca maronita
- Joan Maurop, vegeu Joan d'Eucaita, bisbe romà d'Orient
- Joan Maxenci, religiós romà d'Orient, cap del grup anomenat "els escites"
- Joan Mestre o Magíster, vegeu Joan Galè i Joan Ítal
- Joan de Meung, literat francès del segle xiv
- Joan el Milanès, metge italià
- Joan Miquel de Fraga, dominic lleidatà o de Fraga
- Joan Monjo (o Monachus), vegeu Joan de Sant Saba, escriptor romà d'Orient
- Joan Mosc (Moschus)
- Joan de Namur o Joan de Màntua, músic flamenc
- Joan Nepos, vegeu Joan II de Constantinoble, patriarca
- Joan Nesteuta, vegeu Joan IV de Constantinoble, patriarca
- Joan de Nicea, bisbe romà d'Orient
- Joan de Nicea, vegeu Joan Bessarió, bisbe i cardenal
- Joan de Nicomèdia, religiós grec
- Joan de Nikiu, historiador romà d'Orient
- Joan de Nivelle, benedictí francés del segle XV
- Joan Nomofilax, jusrista romà d'Orient
- Joan Pediàsim, escriptor i funcionari romà d'Orient
- Joan de Paflagònia, polític romà d'Orient del segle XI
- Joan de París, religiós francès del segle xiv
- Joan de Perusa, benedictí del segle XVI
- Joan de Peterborough, benedicti anglès del segle xiv
- Joan Plusiadè, vegeu Josep de Modona, bisbe romà d'Orient
- Joan Pot, escriptor i funcionari romà d'Orient
- Joan de Praga, bisbe txec del segle xiv
- Joan Premonstratenc, deixeble de Joan Hus
- Joan de Prisches, abat de Vicogne (Hainaut) al segle xiv
- Joan Protopatari, escriptor grec
- Joan Prototrò, escriptor romà d'Orient
- Joan Raituense o Raitè o de Raithus o de Raithu, abat romà d'Orient
- Joan Retòric, historiador romà d'Orient
- Joan Sacro Bosco, vegeu Joan d'Holywood
- Joan de Sant Arnau, abat de Sant Arnau de Metz
- Joan de Sant Saba, escriptor romà d'Orient
- Joan Baptista de Sant Lo, religiós francès del segle XVII
- Joan Sapiens o el Savi, vegeu Joan Ciparissiota, escriptor romà d'Orient
- Joan Segon (Johan Nicolai Everaerts), poeta neerlandès
- Joan de Sevilla Arquebisbe de Sevilla del segle ix
- Joan Sícul o Joan de Sicília, escriptor romà d'Orient
- Joan Silvà, vegeu Joan II de Jerusalem, patriarca
- Joan del Sinaí o Joan Sinaita, vegeu Joan Clímac i Joan de Sant Saba, escriptors romans d'Orient
- Joan Estobeu, escriptor grec
- Joan de Talaia o Talaida o Tabennisiota, patriarca
- Joan de Tarragona, arquebisbe de Tarragona del segle V
- Joan de Tessalònica el Vell, arquebisbe grec
- Joan de Tessalònica el Jove, arquebisbe grec
- Joan de Tessalònica, vegeu Joan Cameniates, religiós grec
- Joan de Tessalònica, vegeu Joan Anagnostes
- Joan de Toledo arquebisbe de Toledo del segle ix
- Joan Tzetzes
- Joan de Vallclara
- Joan Vec o Bec (Veccus o Beccus)
- Joan el Venelès, poeta del segle xiii
- Joan Xifilí o Xifil·lí
- Joan Xifilí o Xifil·lí, vegeu Joan VIII de Constantinoble, patriarca
- Joan Zonaràs
- Joana d'Arc: patrona de França (?, França, 1412 - Rouen, França, 1431)
- Jean Cauvin: teòleg (Noyon, França, 1509 - Ginebra, Suïssa, 1564)
- Joan de Serrallonga: bandoler (Viladrau, Catalunya, 1594 - Barcelona, Catalunya, 1634)
- Johann Sebastian Bach: organista i compositor (Eisenach, Alemanya, 1685 - Leipzig, Alemanya, 1750)
- Johann von Goethe: escriptor (Frankfurt, Alemanya, 1749 - Weimar, Alemanya, 1832)
- Joan Prim: militar i polític (Reus, Catalunya, 1814 - Madrid, Espanya, 1870)
- Johann Strauß: violinista i compositor (Viena, Àustria, 1825 - 1899)
- Joan Maragall: poeta (Barcelona, Catalunya, 1860 - 1911)
- Hans Gamper: fundador del Futbol Club Barcelona (Winterthur, Suïssa, 1877 - 1930)
- Joan Amades: etnòleg i folklorista (Riudoms, Catalunya, 1890 - Barcelona, Catalunya, 1959)
- John Ronald Reuel Tolkien: novel·lista (Bloemfontein, Sud-àfrica, 1892 - Bournemouth, Anglaterra, 1973)
- Joan Miró: pintor i escultor (Barcelona, Catalunya, 1893 - Palma, Balears, 1983)
- Joan Salvat-Papasseit: poeta (Barcelona, Catalunya, 1894 - 1924)
- John Ford: director i productor cinematogràfic (Cape Elizabeth , Estats Units, 1894 - Culver City , Estats Units, 1973)
- Joan Rebull: escultor (Reus, Catalunya, 1899 - Barcelona, Catalunya, 1981)
- Jean-Paul Sartre: filòsof (París, França, 1905 - 1980)
- John Huston: guionista i director de cinemo (Nevada , Estats Units, 1906 - Middletown , Estats Units, 1987)
- John Wayne: actor (Winterset , Estats Units, 1907 - 1979)
- John Fitzgerald Kennedy: polític (Brookline , Estats Units, 1917 - Dallas, Estats Units), 1963)
- Joan Brossa: poeta i dramaturg (Barcelona, Catalunya, 1919 - 1998)
- Joan Antoni Samaranch: polític i empresari (Barcelona, Catalunya, 1920)
- Joan Oró: bioquímic (Lleida, Catalunya, 1923 - Barcelona, Catalunya, 2004)
- Joan Guinjoan: compositor (Riudoms, Catalunya), 1931)
- John Williams: compositor (Nova York , Estats Units, 1932)
- John Cleese: actor (Somerset (Anglaterra, 1939)
- John Lennon: cantant i compositor (Liverpool (Anglaterra, 1940 - Nova York, Estats Units, 1980)
- Joan Baez: cantant folk (Nova York, Estats Units), 1941)
- Joan Manuel Serrat: cantautor (Barcelona, Catalunya, 1943)
- Joan Corbella: metge i psiquiatre (Santa Coloma de Queralt, Catalunya, 1945)
- Joan Clos: metge i polític (Parets del Vallès, Catalunya, 1949)
- Joan Saura: enginyer i polític (Barcelona, Catalunya, 1950)
- Joan Barril: escriptor i periodista (Barcelona, Catalunya, 1952)
- Joan Laporta: advocat (Barcelona, Catalunya, 1962)
- Joan Amèric: cantautor (Alzira (País Valencià), 1964)
- Joan Puigcercós: filòleg i polític (Ripoll, Catalunya, 1966)
- Joan Llaneras: ciclista (Porreres, Balears, 1969)
- Joan Herrera: jurista i polític (Barcelona, Catalunya, 1971)
- Joan Carles Navarro: jugador de bàsquet (Sant Feliu de Llobregat, Catalunya, 1980)
- Joan Gaspart, empresari i expresident del FC Barcelona (Barcelona, 1944)
- Joanot Martorell (1410-1465),
- Martí Joan de Galba,
- Joan Brossa,
- Joan Isaac, kaner katalanek